# ديفيد روس (ترامبوليني)
ديفيد روس هو ترامبوليني ‏ كندي، ولد في 30 أبريل 1950.